# مورت شومن
مورت شومن (انگلیسی: Mort Shuman; ۱۲ نوامبر ۱۹۳۸ – ۲ نوامبر ۱۹۹۱) خواننده، پیانیست و ترانه‌سرای موسیقی راک اند رول اهل ایالات متحده آمریکا بود که به دو زبان انگلیسی و فرانسوی ترانه می‌سرود و می‌خواند.
او در فیلم دختر بچه‌ای که پایین لین زندگی می‌کند بازی کرده‌است.